# António Morato
António Morato (Lisboa, 20 de marzo de 1937 – Portugal; 19 de junio de 2025) fue un futbolista portugués que jugó en la posición de defensa.

## Carrera

### Club
| Periodo   | Club                       |
| --------- | -------------------------- |
| 1956–1965 | Sporting CP                |
| 1963–1964 | → Vitória Setúbal (cedido) |
| 1965–1966 | Lusitano de Évora          |
| 1966–1967 | FC Barreirense             |
| 1967–1968 | Oriental de Lisboa         |

### Selección nacional
Morato jugó para Portugal en una ocasión, el 8 de octubre de 1961 en la derrota por 2-4 de visitante ante Luxemburgo por la clasificación para la Copa Mundial de Fútbol de 1962.

## Vida personal y muerte
Era el padre del también futbolista António, que también llegó a ser seleccionado nacional. António Morato murió el 19 de junio de 2025 a los 88 años en Portugal luego de sufrir una larga enfermedad.

## Logros
- Primeira Liga (1): 1961/62.[5]